# Квинт Тиней Руф (консул 127 г.)
Квинт Тиней Руф (на латински: Quintus Tineius Rufus, на гръцки: Ταινειου Ρουφου; * 90, † 132 г.) е политик и сенатор на Римската империя през 2 век.

## Биография
Произлиза от знатния римски род Тинеи.
При август Траян от 124 до 126 г. Тиней Руф е легат (Legatus Augusti pro praetore) на Тракия. От този период е останал негов надпис от с. Изворище. Той участва в издаването на монетни емисии чрез градската управа на Бизия (дн. Визе). От май до август 127 г. Тиней Руф е суфектконсул заедно с Марк Лициний Целер Непот. След това е легат Augusti pro praetore в Юдея, където от около 130 до 132 г. Симон Бар Кохба узурпира провинцията и се бори против римската власт.
Той се жени за неизвестна жена и има син Квинт Тиней Сакердот Клемент (консул 158 г.), който има трима сина Квинт Тиней Руф, Квинт Тиней Клемент и Квинт Тиней Сакердот, които също стават консули.